# Dogern
Dogern là một đô thị ở huyện Waldshut trong bang Baden-Württemberg thuộc nước Đức.

## Thành phố kết nghĩa
- Le Grand-Lemps, Pháp (1988)